# Leucocelis lateriguttata
Leucocelis lateriguttata är en skalbaggsart som beskrevs av Moser 1918. Leucocelis lateriguttata ingår i släktet Leucocelis och familjen Cetoniidae. Inga underarter finns listade i Catalogue of Life.